# Маевский, Евгений Викторович
Евге́ний Ви́кторович Мае́вский (29 мая 1944, Москва, СССР — 23 апреля 2008, Москва, Россия) — российский учёный-японист, лингвист и культуролог. Кандидат филологических наук, доктор культурологии.

## Биография
Родился 29 мая 1944 года в Москве. Родители: политический обозреватель газеты «Правда» Виктор Васильевич Маевский (30.4.1921—13.1.1976) и Валентина Николаевна Станиславлева (23.2.1923—20.2.1975).
В 1950—1951 годах жил в Лондоне, где в это время работал корреспондентом газеты «Правда» его отец. В 1961 году поступил в Институт восточных языков (впоследствии Институт стран Азии и Африки при МГУ им. М.В. Ломоносова), который окончил в 1968 году, после чего остался там же на преподавательской работе. В 1974 году защитил кандидатскую диссертацию «Соотношение устного и письменного вариантов японского языка». На протяжении многих лет являлся профессором, заведующим кафедрой японской филологии. Доктор культурологии, диссертация «Графическая стилистика японского языка как проявление устойчивости культурных стереотипов» опубликована в 2000 году в виде монографии. Член Союза журналистов[уточнить].
Умер 23 апреля 2008 года в Москве на 64-м году жизни. Похоронен на Ваганьковском кладбище.

## Научные труды
Автор более 50 научных публикаций по лингвистике и культурологии. Также ему принадлежат переводы художественной литературы с японского (Ясунари Кавабаты, Дзюнъитиро Танидзаки, Юкио Мисимы и др.) и английского языков. Стихи Е. В. Маевского изданы в сборнике «Девятнадцать девяносто девять».

## Семья
17 июля 1969 года женился на княжне Ирине Леонидовне Багратион-Мухранели (1945—2023). Брак был зарегистрирован в Тбилиси (Грузинская ССР), во Дворце бракосочетания. Дочь: Марианна Евгеньевна Маевская (род. 1973) — научный сотрудник НИИТИАГ.